# Microtropis tenuis
Microtropis tenuis là một loài thực vật thuộc họ Celastraceae. Đây là loài đặc hữu của Malaysia. Chúng hiện đang bị đe dọa vì mất môi trường sống.